# Cyanea spathulata
Cyanea spathulata är en klockväxtart som först beskrevs av Wilhelm B. Hillebrand, och fick sitt nu gällande namn av Amos Arthur Heller. Cyanea spathulata ingår i släktet Cyanea, och familjen klockväxter. Inga underarter finns listade i Catalogue of Life.